# Doran Glacier
Doran Glacier är en glaciär i Antarktis. Den ligger i Östantarktis. Nya Zeeland gör anspråk på området. Doran Glacier ligger 1 085 meter över havet.
Terrängen runt Doran Glacier är huvudsakligen bergig, men åt nordost är den kuperad. Trakten är obefolkad. Det finns inga samhällen i närheten. 